# Зидль, Герхард
Герхард Зидль (нем. Gerhard Siedl; 22 марта 1929, Мюнхен, Бавария, Веймарская республика — 18 апреля 1998, Германия) — немецкий футболист, нападающий. Выступал за сборные Саара и ФРГ.

## Биография

### Клубная карьера
Начинал карьеру в мюнхенской «Баварии». Сезон 1948/49 провёл в клубе «Боруссия» (Нойнкирхен), в чемпионате Саара, после чего вернулся в «Баварию». В 1951 году подписал новый контракт с «Боруссией». Также выступал за «Саарбрюккен» и «Карлсруэ», а в 1957 вновь вернулся в «Баварию», где провёл три сезона. В конце карьеры выступал за границей, где сменил ряд зарубежных клубов. Был игроком швейцарского «Базеля», нидерландского АЗ и австрийских «Аустрии» (Зальцбург) и «Дорнбирн 1913».

### Карьера в сборной
Дебютировал за сборную Саара 15 сентября 1951 года в матче со второй сборной Швейцарии (5:2), в котором отметился забитым голом на 89-й минуте. Принимал участие в отборочном турнире чемпионата мира 1954, где сыграл во всех четырёх матчах и стал автором победного гола в матче с Норвегией (3:2). Был участником последнего матча в истории сборной Саара, 6 июня 1956 года в матче со сборной Нидерландов (2:3) Зидль провёл на поле все 90 минут.
После вхождения Саара в состав Германии, Зидль стал вызываться в сборную ФРГ. В её составе провёл 6 матчей и забил 3 гола.

## Личная жизнь
Его внук Йохен (р. 1979) — немецкий музыкант и писатель.